# Südbahia-Springaffe
Der Südbahia-Springaffe (Callicebus melanochir) ist eine Primatenart aus der Unterfamilie der Springaffen innerhalb der Familie der Sakiaffen (Pitheciidae). Bis Ende der 1990er-Jahre galt er als Unterart des Maskenspringaffen.

## Merkmale
Südbahia-Springaffen sind wie alle Springaffen relativ kleine Primaten mit flauschigem Fell, einem langen, buschigen Schwanz und einem kleinen, rundlichen Kopf. Wie Maskenspringaffen können sie eine Kopfrumpflänge von über 40 Zentimetern und ein Gewicht von bis zu 1,6 Kilogramm erreichen. Ihr dichtes Fell ist überwiegend grau oder graubraun gefärbt, der Kopf und die Pfoten sind schwarz. Der lange Schwanz ist ebenso gefärbt wie der Rumpf, er kann wie bei allen Springaffen nicht als Greifschwanz eingesetzt werden.

## Verbreitung und Lebensraum
Südbahia-Springaffen leben an der brasilianischen Atlantikküste, ihr Verbreitungsgebiet umfasst den Süden von Bahia und den Norden von Espírito Santo. Ihr Lebensraum sind die Küstenwälder.

## Lebensweise
Über die Lebensweise der Südbahia-Springaffen ist nicht sehr viel bekannt, sie dürfte mit der des Maskenspringaffen übereinstimmen. Sie sind tagaktive Baumbewohner, die sich auf allen vieren oder springend fortbewegen. Ein Männchen und ein Weibchen, die ihr Leben lang zusammenbleiben, bilden mit ihrem Nachwuchs eine Familiengruppe. Diese Gruppen leben in festen Revieren, die sie mit Gesängen markieren und notfalls aggressiv verteidigen. Sie ernähren sich vorwiegend von Früchten und in geringerem Ausmaß von Samen und Blättern. Die Väter beteiligen sich intensiv an der Jungenaufzucht, sie tragen das Junge herum und überlassen es der Mutter nur zum Säugen.

## Gefährdung
Der Lebensraum der Südbahia-Springaffen liegt in einem der dichtestbesiedelten Regionen Brasiliens, dementsprechend verkleinert und zerstückelt ist ihr Verbreitungsgebiet. Hauptgefährdung stellt die weiterhin fortschreitende Lebensraumzerstörung dar, die IUCN listet die Art als „gefährdet“ (vulnerable).